# Sakichi Toyoda
Sakichi Toyoda (豊田 佐吉 Toyoda Sakichi), född 14 februari 1867 i Kosai, Shizuoka, död 30 oktober 1930, var en japansk uppfinnare och industrialist. Han var en son till en fattig snickare och en väverska. Toyoda refereras till som "Kungen över japanska uppfinnare" och fadern till den japanska industrirevolutionen. Han är även grundare av företaget och biltillverkaren Toyota Industries. Han var far till Kiichiro Toyoda och Risaburo Toyoda, båda verksamma inom familjeföretaget.